# 心と身体 (2ちゃんねる・5ちゃんねるカテゴリ)
心と身体（こころとからだ）は、匿名掲示板2ちゃんねる（2ちゃんねる (2ch.net)、2ちゃんねる (2ch.sc)、5ちゃんねる）のカテゴリの1つである。

## 概要
病気・恋愛など心と身体に関する話題の掲示板をまとめている。

## 歴史
- 1999年5月30日 現過激な恋愛板新設(当時は鬼畜恋愛板)
- 1999年5月31日 現身体・健康板新設(当時は病気、怪我板)
- 1999年6月1日 心と宗教板新設
- 1999年6月5日 人生相談板新設
- 1999年9月 純情恋愛板新設
- 1999年10月25日 同性愛板新設
- 1999年11月21日 現メンタルヘルス板新設(当時は躁鬱板)
- 2000年1月21日 不倫・浮気板新設
- 2000年2月21日 アトピー板新設
- 2001年4月13日 ハゲ・ズラ板新設
- 2001年11月13日 失恋板新設
- 2004年1月17日 癒し板新設
- 2004年8月11日 ハンディキャップ板新設
- 2005年3月5日 アレルギー板新設
- 2006年7月18日 過激な恋愛板のカテゴリをPINKちゃんねるに変更
- 2006年11月26日 HIVサロン板新設
- 2007年2月5日 新型感染症板新設
- 2008年8月31日 癌・腫瘍板新設
- 2010年10月3日 マッサージ等板新設
- 2010年10月16日 難病板新設
- 2014年7月5日 自己啓発板新設

## 板一覧
19の板からなる。（2014年7月現在）

### 癒し板
マッサージ、アロマ、お香、安眠といったヒーリング関係の話題を取り扱う。正式名称は癒し＠2ch掲示板。2004年1月17日開設。

### 人生相談板
人生相談を行うための板。正式名は人生相談@2ch掲示板。

### 心と宗教板
正式名称は心と宗教＠2ch掲示板。主に宗教の教義、宗教と社会・個人との関わりについての話題が取り扱われる。ただし、創価学会に関する話題は、創価・公明板もしくは特別に設けられた『創価スレ＠心と宗教板』でするべきとされ、創価学会のスレッドを増やすことは禁じられている。
ローカルルールでは前述の創価学会スレッドを増やす行為のほか、単発の芸能人・有名人スレを立てることが禁じられている。なお、ローカルルールには『創価スレ＠心と宗教板』へのリンクが貼られており、そこから直接スレッドに行くことができる。

#### 歴史
- 1999年6月1日 開設される。
- 2006年12月27日 サーバー移転。 (life7→life8)
- 2006年3月18日 名無しの名前が変更される。（名無しさん＠３周年→心と宗教と名無しさん→神も仏も名無しさん）

### 身体・健康板
身体・健康板（しんたいけんこういた）は、人間の身体や健康について語る板である。1999年5月31日に病気、怪我板として新設され、その後身体・健康板に改称された。
糖尿病・痛風・腎臓病・喘息・高血圧など各種の病気のスレッドや食生活に関するスレッド、禁酒や禁オナニーに関するスレッドなどが立っている。
ローカルルールでは単発質問や既存のスレッドと類似したものが禁止されている。心の病や入院に関するスレッドも板違いとして禁止されている。

### 自己啓発板
自己啓発に関する話題を扱う板。

### マッサージ等板
マッサージやストレッチに関する話題を扱う板。

### ハンディキャップ板
身体障害や知的障害やハンディキャップに関する話題を扱う板。

### 癌・腫瘍板
癌や腫瘍に関する話題を扱う板。

### 難病板
難病に関する話題を扱う板。

### COVID-19板
新型コロナウイルス感染症 (2019年) に関する話題を扱う板。
2020年に新設されたが、既に下記の新型感染症板が存在しているため話題が重複してしまくっている。

### 新型感染症板
新型感染症に関する話題を扱う板。

### HIVサロン板
HIVに関する話題を扱う板。

### アトピー板
アトピーに関する話題を扱う板。

### アレルギー板
花粉症やアレルギーに関する話題を扱う板。2005年3月4日に、花粉症・アレルギー板(仮)として新設された。

#### 歴史
- 2005年3月4日 - サーバ新設(life7)
- 2006年12月27日 - サーバ移転(→life8)
- 2007年12月4日 - サーバ移転(→life9)
- 2010年5月7日 - サーバ移転(→gimpo)
- 2010年8月1日 - サーバ移転(→toki)
- 2011年12月6日 - サーバ移転(→uni)

### ハゲ・ズラ板
育毛やカツラや頭髪・頭皮の悩み等に関する話題を扱う板。

### 純情恋愛板
純情恋愛板は主に精神的恋愛に関する話題を扱う。付き合う前のアプローチの仕方等々の相談系のレスが非常に多く、カップル成立後は晴れてカップル板に移住する者も少なくない。馴れ合いは禁止とされているが数多くのコテハンが存在し、雑談スレその他さまざまなところに棲息している。正式名称は純情恋愛＠2ch掲示板。

#### 歴史
- 1999年9月 新設
- 2001年12月25日 サーバ移転(choco⇒love)
- 2003年10月27日 純情恋愛を主力とした恋愛カテゴリのゴミ箱として恋愛サロン板分離独立
- 2004年2月23日 サーバ移転(⇒love2)
- 2004年5月6日 サーバ移転(⇒love3)
- 2006年12月25日 サーバ移転(⇒love4)
- 2007年1月25日 サーバ移転(⇒love5)
- 2007年3月23日 サーバ移転(⇒love6)
- 2010年8月2日 サーバ移転(⇒kamome)
- 2011年12月10日 サーバ移転(⇒toro)

### 不倫・浮気板
不倫や浮気に関する話題を扱う板。

### 同性愛板
同性愛に関する話題を扱う板。

### メンタルヘルス板
メンタルヘルス板では精神疾患・精神科に関する専門的な話題を扱う。正式名称はメンタルヘルス＠2ch掲示板。
各種精神疾患に関する情報、向精神薬や心理療法といった治療法に関する情報、各地の精神科の病院事情、当事者の労働や社会復帰、福祉制度に関する情報、当事者と周囲の人々の人間関係などのスレッドがたてられている。
当事者の雑談には、別にメンヘルサロン板が用意されている。両板ともに、心理的に追い詰められた経験を持つ者が集うため、自殺関連のスレッドが立ちやすい傾向がある。

### 失恋板
失恋に関する話題を扱う板。